# Грушевське сільське поселення (Ростовська область)
Грушевське сільське поселення — муніципальне утворення в Аксайському районі Ростовської області Росія. 
Адміністративний центр поселення — Грушевська станиця.
Загальна площа Грушевського сільського поселення становить 14600 км². 
Населення - 5201 особа (2010 рік).

## Географія
На півночі Грушевське сільське поселення межує з Октябрським районом, на сході – з містом Новочеркаськ, на півдні - з Щепкинським й Рассвєтовським поселеннями у складі Аксайского району; на заході - з Родіоново-Несвітайським районом. 
В межах Грушевського поселення прокладено 12 км автомагістралі М-4 «Дон».

## Історія
Адміністративним центром поселення є Грушевська станиця. Раніше вона була хутором, на території якого мешкали козаки. Станом на 1747 рік хутір мав назву Грушевського стану, потім став станицею, що була поділена на три частини: Качевань, Грушівку й Новоселівку. У 1914 році в станиці мешкало 3444 осіб у 914 дворах. Було 2 церкви, працювала церковно-парафіяльна школа, паровий млин й міністерські училища.
Тут вирощували ячмінь та яру пшеницю, картоплю, соняшник й кукурудзу. Міщанин Глєбов й місцевий священник володіли двома пасіками.

## Адміністративний устрій
До складу Грушевського сільського поселення входять:
- станиця Грушевська - 4381 особа (2010 рік),
- хутір Валовий - 115 осіб (2010 рік),
- хутір Веселий - 293 особи (2010 рік),
- хутір Горизонт - 38 осіб (2010 рік),
- хутір Комишеваха - 347 осіб (2010 рік),
- хутір Обухов - 27 осіб (2010 рік).

## Господарство
У 21 сторіччі на території сільського поселення працювали дві школи: у першій середній школі навчається 250 школярів, у другій школі навчається 184 учні.
Працює дитячий садок під назвою «Колосок» з газифікацією і якісним обладнанням. 
Місцеві колективи самодіяльності виступають в сільських Будинках культури .